# Corynoneura arctica
Corynoneura arctica är en tvåvingeart som beskrevs av Jean-Jacques Kieffer 1923. Corynoneura arctica ingår i släktet Corynoneura och familjen fjädermyggor.
Artens utbredningsområde är Northwest Territories, Kanada. Det är osäkert om arten förekommer i Sverige. Inga underarter finns listade i Catalogue of Life.